# Wilhelm Blanke (Maler)

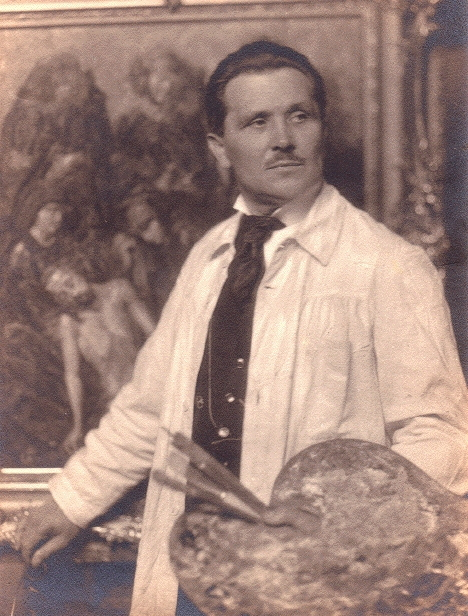
Wilhelm Blanke in seinem Atelier in Steglitz um 1918

Friedrich Wilhelm Blanke (* 11. März 1873 in Unruhstadt, Provinz Posen; † 16. April 1936 in Schwiebus) war ein deutscher Maler und Lithograf.

## Leben und Werk
Friedrich Wilhelm Blanke wurde als jüngstes Kind der Eheleute Johanna Karoline (geb. Neumann) und Ernst Johann Blanke geboren. Nach seiner Schulzeit wurde er von seinem ältesten Bruder Ernst zum Dekorationsmaler ausgebildet. Nach Beendigung der Lehrzeit, 1890, ging er nach Berlin, um zunächst in seinem Beruf zu arbeiten. Von 1892 bis 1894 unternahm er eine zweijährige Studienrundreise durch Europas Kunstmetropolen bis nach Italien. Danach ließ er sich in Steglitz bei Berlin nieder und versuchte, autodidaktisch als Kunstmaler Anerkennung zu erlangen.
Im März 1901 heiratete er Anna Graf, die älteste Tochter des Malers und Hoffotografen Heinrich Graf, im Dezember 1901 wurde der Sohn Heinz (Henry) geboren.
Am Beginn der Karriere war Wilhelm Blanke noch dem akademischen Malstil verhaftet, den er ohne eine Akademieausbildung beherrschte, aber er begann früh, sich mit den unterschiedlichen Auffassungen von Malerei auseinanderzusetzen, und fand im impressionistisch beeinflussten Malstil sein ideales Ausdrucksmittel.
Willhelm Blanke war ein sehr vielseitiger Maler. In den vierzig Jahren, die er in Berlin-Steglitz lebte, entstand ein umfangreiches Œuvre. Viele seiner Motive fand er in der Natur. Die herben Landschaften und farbstarken Blumenstücke, aber auch die Darstellung religiöser Themen oder die Interieurs – alle Gemälde vermitteln eine große Begabung und Könnerschaft und zeigen seine Qualität als großen Koloristen.
Er war eng befreundet mit namhaften Berliner Malern, insbesondere mit den Anhängern eines gemäßigten Berliner Impressionismus, stellvertretend sei hier Carl Kayser-Eichberg erwähnt. Ähnlichkeiten im Werk von Wilhelm Blanke mit dem Stil der Bracht-Schule sind daher nicht zufällig. Viele Gemeinsamkeiten ergeben sich auch mit seinem Schwager, dem Kunstmaler Gerhard Graf.
Zu seinem 60. Geburtstag 1933 hoch geehrt, verließ Wilhelm Blanke bald darauf Berlin-Steglitz, um in seinem Geburtsort Unruhstadt den politischen Umbrüchen und den Veränderungen im Kunstleben der Hauptstadt zu entgehen. Am 16. April 1936 starb Wilhelm Blanke nach kurzer Krankheit im Krankenhaus der Kreisstadt Schwiebus. In Unruhstadt wurde er unter großer Anteilnahme auch der angereisten Berliner Malerfreunde zu Grabe getragen.

## Ausstellungen und Bedeutung
Wilhelm Blanke beteiligte sich ab 1902 bis 1934 an den jährlichen Ausstellungen der Großen Berliner Kunstausstellung, auch schickte er seine Werke zu anderen wichtigen Ausstellungen, nicht nur in Berlin. Einzelausstellungen sind beispielsweise überliefert in der Galerie Eduard Schulte, Berlin 1922, in der Berliner Künstlergilde, 1930 und im Scherlhaus, Berlin 1931. Zum sechzigsten Geburtstag 1933 ehrte ihn der Verein Berliner Künstler, dessen Mitglied er seit 1912 war, in einer großen Jubiläumsausstellung zusammen mit den Malerfreunden Carl Kayser-Eichberg, Fritz Geyer und Julian Klein von Diepold.
Im internationalen Kunsthandel werden die Werke Wilhelm Blankes zwar immer wieder angeboten, doch in der deutschen Öffentlichkeit ist der Maler, wie viele andere Künstlerinnen und Künstler seiner Zeit, heute kaum noch bekannt.
2008 gab die Stadtverwaltung des Geburtsortes von Wilhelm Blanke, das heutige polnische Kargowa, dem Kulturhaus des Ortes den Namen „Wilhelm Blanke“ in Erinnerung an den deutschen Sohn der Stadt. Seit diesem Tag ziert eine Marmortafel mit den Daten des Künstlers nicht nur das Kulturhaus, sondern auch sein Geburtshaus.
Im Jahr darauf wurde in Kargowa eine große Einzelausstellung mit 56 Werken von Wilhelm Blanke unter Beteiligung hochrangiger polnischer Gäste und Besuchern aus Deutschland eröffnet.
2012 stellten in Berlin der Heimatverein Steglitz und das Wilhelm-Blanke-Archiv den Künstler in einer repräsentativen Auswahl seiner Werke der Öffentlichkeit vor.
2014 fand eine Gemäldeausstellung mit 29 Werken der „Wilhelm Blanke - Stiftung von Elke und Stefan Petriuk“ in der Mediathek von Kargowa, Polen statt.
2016 präsentierte das Museum Ziemi Lubuskiej in Zielona Góra (Grünberg), Polen, 50 Werke der „Wilhelm Blanke - Stiftung von Elke und Stefan Petriuk“.

## Archiv
Das Wilhelm-Blanke-Archiv in Berlin will das Andenken an den Maler wachhalten, seinen Nachlass pflegen und vervollständigen sowie sein Werk erforschen und dokumentieren. Dazu wird u. a. kontinuierlich ein Werkverzeichnis geführt. Ausstellungen, Vorträge, Informationen im Internet und andere geeignete Maßnahmen sollen die Kenntnisse über den Maler in der Öffentlichkeit wecken und vermehren.